# Alexandru Văsescu
Alexandru Văsescu (n. 20 noiembrie 1820, Fălticeni, Moldova – d. secolul al XIX-lea) a fost un politician român din secolul al XIX-lea, ministru de finanțe al României în anul 1867. A fost fiul spătarului Ioniță Grigoriu, și-a reluat vechiul nume al familiei, Văsescu. A studiat la Facultatea de Drept a Universității din Paris. La întoarcerea în țară, Alexandru Văsescu se înscrie în magistratură ca judecător la Tribunalul Suceava (1846-1848), Neamț (1850) și Iași (1851).